# Santiago Rey Fernández-Latorre
Santiago Rey Fernández-Latorre (La Coruña, 31 de agosto de 1938- La Coruña, 28 de agosto de 2024) fue un empresario español, propietario del diario La Voz de Galicia hasta su fallecimiento cuando la propiedad del diario pasó a la Fundación Santiago Rey Fernández-Latorre.

## Biografía
Hijo de Emilio Rey Romero y María Victoria Fernández-Latorre.  Se licenció en Derecho y en 1961 empezó a trabajar para La Voz de Galicia, la empresa familiar fundada por su abuelo Juan Fernández Latorre en 1882. En 1963 asumió como gerente, luego ascendido a consejero delegado, en 1987 a vicepresidente y posteriormente, en 1988, fue nombrado presidente, tras la muerte de su hermano Emilio Rey Fernández-Latorre. En 1992 controlaba la participación mayoritaria de la empresa, el 26%. Su etapa al frente del diario estuvo marcada por la expansión, la compra de otros titulares y medios, la construcción de una imprenta en Sabón y el despliegue de una red editorial.  El negocio se extendió también al sector audiovisual (cine, radio y televisión) y se benefició de grandes contratos con el sector público, como la impresión del Diario Oficial de Galicia, así como de la mayor cantidad de subvenciones recibidas por los medios de comunicación.
En 1993 dejó la dirección del grupo empresarial en manos de su hijo Emilio Rey Berguer, pero en 2001 fue despedido y recuperó el control de la línea de negocio y la toma de decisiones.
Además, Santiago Rey inauguró una fundación que lleva su nombre (2001), un museo del periódico que también lleva su nombre (1998), y premios que llevan su nombre.
También fue presidente del Instituto Internacional de Prensa (IPI), fue uno de los fundadores y presidió la Asociación de Editores de Diarios Españoles (AEDE), creó y presidió la agencia de noticias Colpisa.  Creó Antena 3 Galicia y el grupo Cable, y fue director de Antena 3 TV y Antena 3 Radio.